# 若草物語 (日生ファミリースペシャル)
- 若草物語 > 若草物語 (日生ファミリースペシャル)
- 日生ファミリースペシャル > 若草物語 (日生ファミリースペシャル)

『若草物語』（わかくさものがたり）は、1980年5月3日（土曜） 14:35 - 15:50 （日本標準時）にフジテレビで放送されたテレビアニメ。フジテレビと東映の共同製作。全1話。
ルイーザ・メイ・オルコットの著書『若草物語』を初めて単独でアニメ化した作品である。放送日時不定のスペシャルアニメシリーズ『日生ファミリースペシャル』の1作品として放送された。

## 声の出演
- メグ（長女） - 増山江威子
- ジョー（次女） - 杉山佳寿子
- ベス（三女） - 麻上洋子
- エミー（四女） - 小山茉美
- 母 - 池田昌子
- 父 - 柴田秀勝
- ローレンス - 永井一郎
- ブルックス - 井上真樹夫
- マーチ伯母 - 中西妙子
- ローリー - 塩屋翼
- バーンズ - 岸野一彦
- ハンナ - 山口奈々
- 黒人の子 - 間嶋里美
- 婦人A - 中野聖子
- ナレーター - 吉永小百合
- 協力 - 青二プロダクション

## スタッフ
- 製作 - 今田智憲
- 企画 - 栗山富郎
- 製作担当 - 菅原吉郎
- 原作 - ルイーザ・メイ・オルコット（『若草物語』）
- 脚本 - 今戸栄一
- 演出 - 芹川有吾
- キャラクターデザイン・作画監督 - 山口泰弘
- 美術 - 川本征平、沼井信朗
- 音楽 - 青木望
- 原画 - 青鉢義伸、大工原章、白土武、鈴木英二、谷口守泰、上村英司、富永貞義、谷口守泰
- 動画チェック：吉沢亮吉
- 動画：平田かおる、早原ゆみ子、小幡公春、名倉靖博、永井恵子、海藤裕美子、石井綾子、伊藤水穂、杉山明美、成川裕子
- 背景：伊藤攻洋、村上勢至、矢島みよ子、斉藤由美子、藤井美千代
- ゼログラフ：林昭夫
- トレス：柴隆之、加藤順子
- 彩色：高瀬育子、増田通子
- 特殊効果：浜桂太郎
- 仕上検査：森田博
- 美術進行：阿久津文雄
- 仕上進行：中村正弘
- 記録：黒石陽子
- 演出助手：吉沢孝男
- 製作進行：関口孝治
- 撮影：菅谷英夫
- 編集：千蔵豊
- 録音：神原広己
- 音響効果：伊藤道広
- 現像：東映化学
- 製作 - フジテレビ、東映（東映動画）

## 主題歌
オープニングテーマ「愛はいつ？」
作詞 - 武鹿悦子 / 作曲 - 穂口雄右 / 編曲 - 青木望 / 歌 - 堀江美都子、かおりくみこ
エンディングテーマ「春の兆し」
作詞 - 武鹿悦子 / 作曲 - 穂口雄右 / 編曲 - 青木望 / 歌 - 堀江美都子